# Alexander Gorgon
Alexander Gorgon (ur. 28 października 1988 w Wiedniu) – austriacki piłkarz polskiego pochodzenia (syn Wojciecha Gorgonia) występujący na pozycji pomocnika w Rheindorf Altach.

## Kariera klubowa

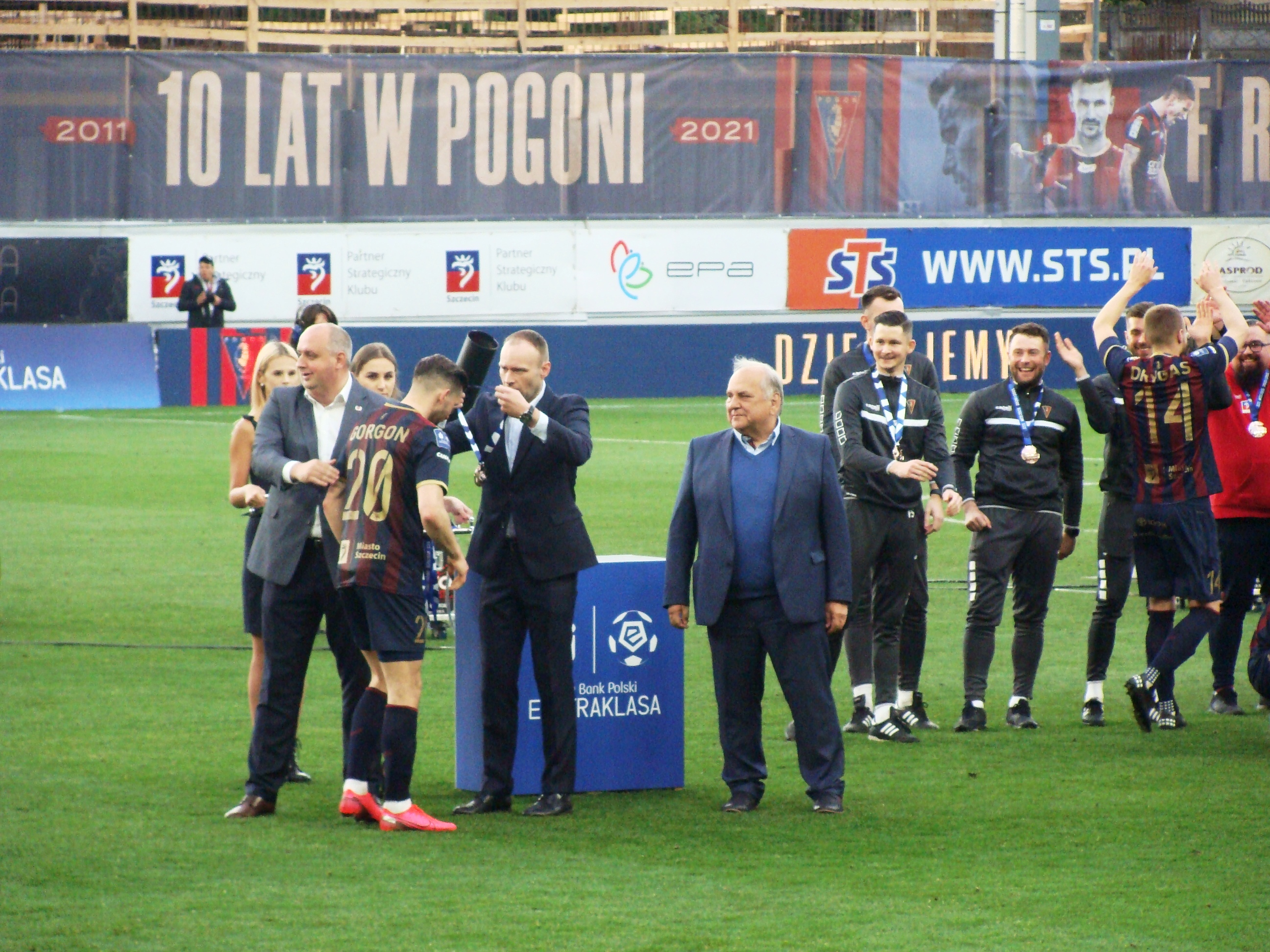
Alexander Gorgon odbiera medal za zdobycie III miejsca w Ekstraklasie w sezonie 2020/2021

Grę w piłkę nożną rozpoczął w wieku 5 lat w akademii Austrii Wiedeń, gdzie przeszedł przez wszystkie szczeble juniorskie. W 2006 roku rozpoczął grę w zespole drugoligowych rezerw. Na początku 2008 roku z powodu uszkodzenia kości łonowej zmuszony był zawiesić karierę na okres 2 lat. Po zakończeniu rekonwalescencji w sezonie 2010/11 zadebiutował w Bundeslidze. W sezonie 2012/13 wywalczył mistrzostwo Austrii. Latem 2016 roku został zawodnikiem HNK Rijeka (1. HNL) z którą wywalczył mistrzostwo Chorwacji i trzykrotnie krajowy puchar. W sierpniu 2020 roku podpisał trzyletni kontrakt z Pogonią Szczecin prowadzoną przez Kostę Runjaicia.

## Życie prywatne
Jego ojcem jest Wojciech Gorgoń, były piłkarz Wisły Kraków oraz były sędzia piłkarski w Austrii. Matką jest Marta Lelowicz, była zawodniczka MKS Krakus, mistrzyni i reprezentantka Polski w gimnastyce artystycznej.

## Sukcesy
Austria Wiedeń
- I miejsce w Bundeslidze austriackiej: 2012/2013

HNK Rijeka
- I miejsce w Prva HNL: 2016/2017
- Puchar Chorwacji: 2016/2017, 2018/2019, 2019/2020

Pogoń Szczecin
- III miejsce w Ekstraklasie: 2020/2021

## Statystyki

### Klubowe

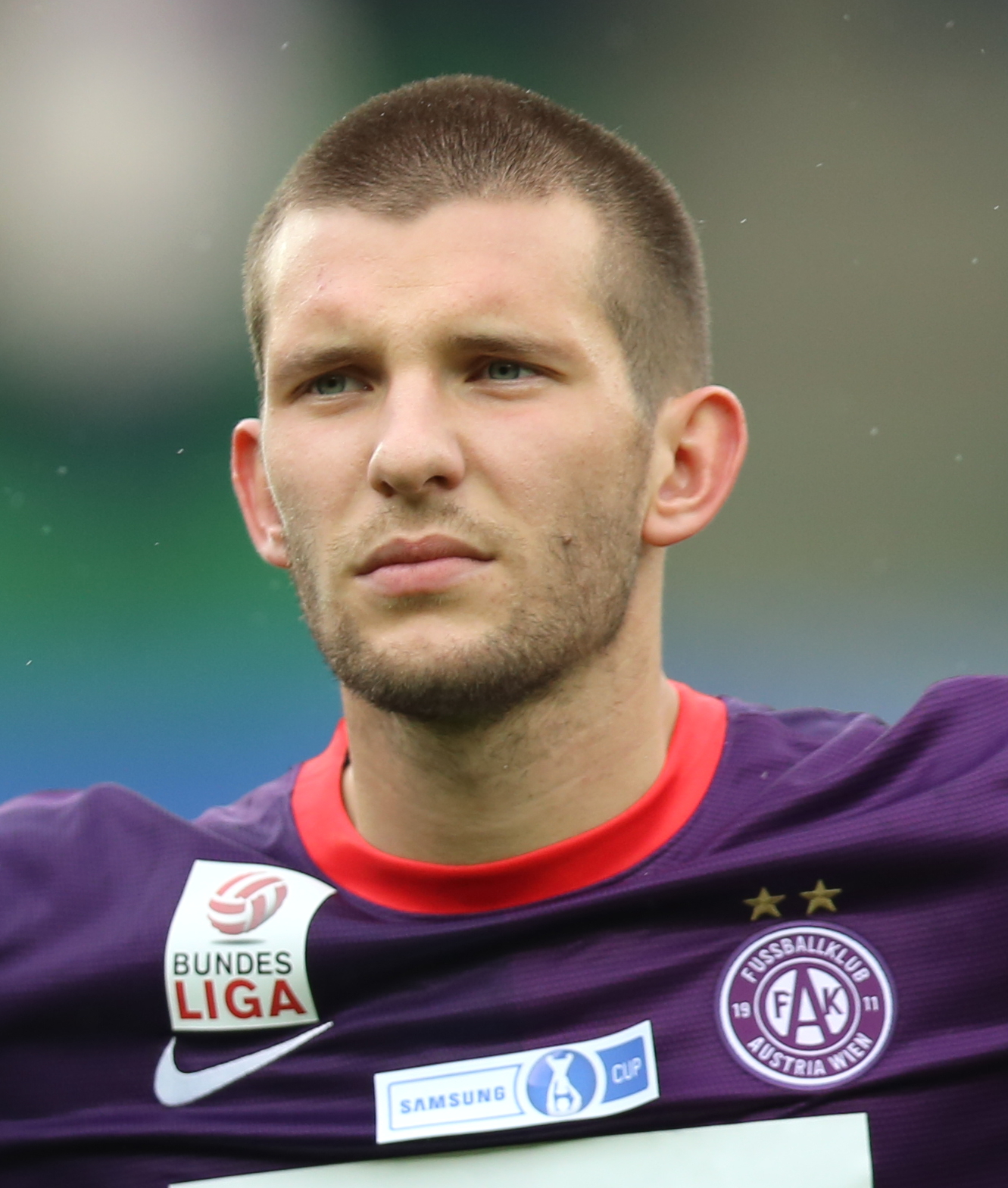
Alexander Gorgon w barwach Austrii Wiedeń (2013)

Aktualne na 14 stycznia 2022 r.
| Klub               | Sezon              | Liga               | Liga  | Liga   | Puchar kraju | Puchar kraju | Europa | Europa | Suma  | Suma   |
| Klub               | Sezon              | Liga               | Mecze | Bramki | Mecze        | Bramki       | Mecze  | Bramki | Mecze | Bramki |
| ------------------ | ------------------ | ------------------ | ----- | ------ | ------------ | ------------ | ------ | ------ | ----- | ------ |
| Austria Wiedeń     | 2010/2011          | Bundesliga         | 3     | 0      | 3            | 0            | –      | –      | 6     | 0      |
| Austria Wiedeń     | 2011/2012          | Bundesliga         | 31    | 6      | 2            | 0            | 9      | 1      | 42    | 7      |
| Austria Wiedeń     | 2012/2013          | Bundesliga         | 31    | 10     | 5            | 1            | –      | –      | 36    | 11     |
| Austria Wiedeń     | 2013/2014          | Bundesliga         | 14    | 4      | 1            | 0            | –      | –      | 15    | 4      |
| Austria Wiedeń     | 2014/2015          | Bundesliga         | 21    | 8      | 4            | 1            | –      | –      | 25    | 9      |
| Austria Wiedeń     | 2015/2016          | Bundesliga         | 35    | 19     | 5            | 2            | –      | –      | 40    | 21     |
| Austria Wiedeń     | Łącznie w Austrii  | Łącznie w Austrii  | 135   | 47     | 20           | 4            | 9      | 1      | 164   | 52     |
| HNK Rijeka         | 2016/2017          | Prwa HNL           | 25    | 12     | 6            | 3            | –      | –      | 31    | 15     |
| HNK Rijeka         | 2017/2018          | Prwa HNL           | 23    | 7      | 2            | 0            | 10     | 3      | 35    | 10     |
| HNK Rijeka         | 2018/2019          | Prwa HNL           | 26    | 8      | 3            | 1            | 2      | 1      | 31    | 10     |
| HNK Rijeka         | 2019/2020          | Prwa HNL           | 26    | 6      | 2            | 1            | 1      | 0      | 29    | 7      |
| HNK Rijeka         | Łącznie w Rijece   | Łącznie w Rijece   | 100   | 33     | 13           | 5            | 13     | 4      | 126   | 42     |
| Pogoń Szczecin     | 2020/2021          | Ekstraklasa        | 24    | 4      | 3            | 1            | –      | –      | 27    | 5      |
| Pogoń Szczecin     | 2021/2022          | Ekstraklasa        | 1     | 0      | 0            | 0            | 2      | 0      | 3     | 0      |
| Pogoń Szczecin     | Łącznie w Pogoni   | Łącznie w Pogoni   | 25    | 4      | 3            | 1            | 2      | 0      | 30    | 5      |
| Łącznie w karierze | Łącznie w karierze | Łącznie w karierze | 260   | 84     | 36           | 10           | 24     | 5      | 320   | 99     |